# Израиль на «Евровидении-1985»
Израиль участвовал в тридцатом выпуске телевизионного конкурса Евровидение-1985, который состоялся 4 мая в Гётеборге, Швеция. Страна вернулась после годового перерыва, связанного с тем, что дата проведения Евровидения-1984 выпадала на дату Дня Независимости, и поэтому участие было невозможно. Израиль представлял певец Изхар Коэн с песней Olé, Olé, написанной композитором Коби Ошратом на слова Хамуталя Бен-Зеева. Коэн уже участвовал на Евровидение-1978 с песней A-Ba-Ni-Bi, где при поддержке группы Alphabeta принёс Израилю первую победу. По итогам голосования он занял пятое место из 19, набрав 93 балла. Тем не менее, Olé, Olé стала предшественницей израильской заявки на Евровидение-1986 Yavo Yom в исполнении Моди Гилади и Сары Цуриэль. Конкурс был показан IBA без комментариев. Глашатаем от Израиля был Ицхак Шимони.

## До «Евровидения»

### Kdam Eurovision 1985
Kdam Eurovision был традиционным национальным отбором, который IBA организовывало с 1978 года. Он состоялся 28 марта 1985 года в Международном конференц-центре в Иерусалиме, где ранее проводилось Евровидение-1979. Ведущими были Далия Мазор и Натан Датнер, позже участник Евровидения-1987. Всего четырнадцать песен было представлено во время отбора, а победитель определялся путём голосования жюри из семи регионов Израиля. Лея Лупатин и Ярдена Арази ранее представляли Израиль на Евровидение-1976 в составе группы Chocolate, Menta, Mastik, но на Kdam Eurovision 1985 они выступали уже сольно.
| Порядковый номер | Исполнитель              | Название песни    | Очки | Место |
| ---------------- | ------------------------ | ----------------- | ---- | ----- |
| 1                | Лея Лупатин              | Shir amelim       | 30   | 5     |
| 2                | Арба Лев Адом            | Hu yavoh          | 30   | 5     |
| 3                | Арик Синай               | Mila ve od mila   | 52   | 4     |
| 4                | Коринна Аллал            | Be'chol yom       | 6    | 12    |
| 5                | Ярдена Арази             | Od nagi'a         | 61   | 3     |
| 6                | Шалва Берти              | Ha'tfila          | 11   | 11    |
| 7                | Далит Кахана             | Hazor             | 17   | 9     |
| 8                | Шими Тавори              | Tnu li rak musica | 16   | 10    |
| 9                | Casino                   | Yad be'yad        | 5    | 13    |
| 10               | Игаль Башан и Узи Хитман | Kmo tzoani        | 65   | 2     |
| 11               | Мони Арнон и Шимшон Леви | Shuv ani levad    | 2    | 14    |
| 12               | Изхар Коэн               | Olé, Olé          | 69   | 1     |
| 13               | Кесем                    | Tov               | 20   | 8     |
| 14               | Дорон Мазар              | Hilulah           | 21   | 7     |

## На «Евровидении»
В Гётеборге Изхар Коэн выступал под номером 11, между Германией и Италией. Несмотря на то, что он был одним из главных претендентов на победу, по итогам голосования он занял пятое место из 19, набрав 93 балла, включая максимальные 12 баллов от Франции. 12 очков израильское жюри присудило стране-победительнице, Норвегии. Дирижёром во время исполнения израильской заявки был её композитор Коби Ошрат.

### Голосование
| Очки      | Страна                                        |
| --------- | --------------------------------------------- |
| 12 баллов | - Франция                                     |
| 10 баллов | - Норвегия                                    |
| 8 баллов  | - Ирландия - Испания                          |
| 7 баллов  | - Австрия - Германия - Швейцария              |
| 6 баллов  | - Люксембург                                  |
| 5 баллов  | - Великобритания - Италия - Кипр - Португалия |
| 4 балла   | - Дания                                       |
| 3 балла   |                                               |
| 2 балла   | - Греция - Швеция                             |
| 1 балл    |                                               |

| Очки      | Страна         |
| --------- | -------------- |
| 12 баллов | Норвегия       |
| 10 баллов | Австрия        |
| 8 баллов  | Ирландия       |
| 7 баллов  | Германия       |
| 6 баллов  | Швеция         |
| 5 баллов  | Люксембург     |
| 4 балла   | Италия         |
| 3 балла   | Франция        |
| 2 балла   | Великобритания |
| 1 балл    | Финляндия      |